# Selvas (serie de cuadros)

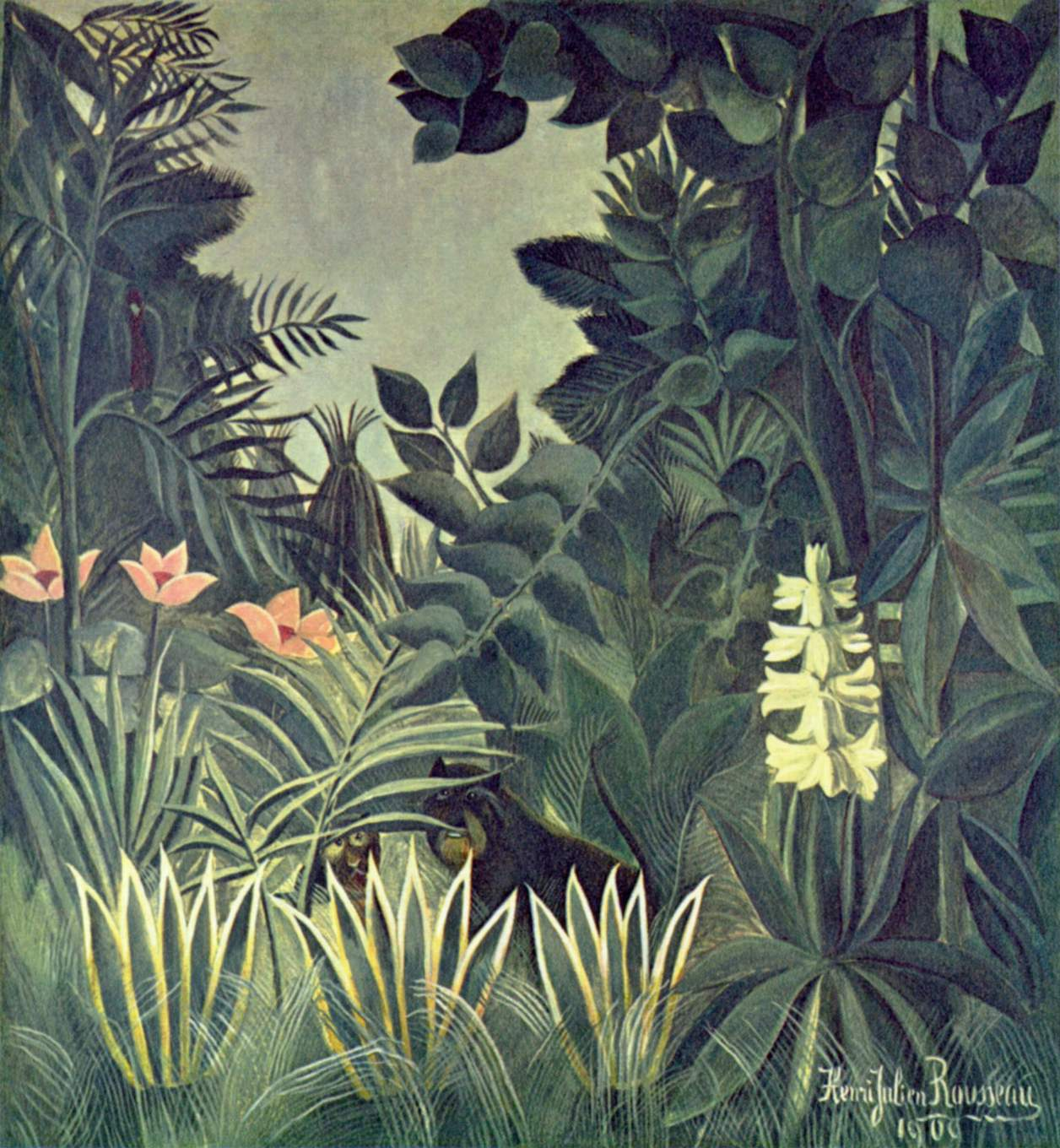
La selva ecuatorial (1909).

Las Selvas son una serie de cuadros que el pintor francés Henri Rousseau creó desde 1891 hasta el año de su muerte en 1910 y que están ambientados en la exuberante vegetación de un bosque tropical parecido a una selva. Casi siempre decoradas con animales exóticos, en particular grandes felinos, monos, aves y serpientes, estas pinturas, a veces mezcladas con fantasía, están ejecutadas en un estilo naíf del que se consideran la primera obra maestra.
Empezó con Tigre en una tormenta tropical, que permaneció única durante mucho tiempo, la serie realmente no se expandió hasta 1904-1905, en particular con León hambriento atacando a un antílope. La exposición de esta obra en el Salón de otoño de 1905, en París, podría estar en el origen del nombre de fovismo, inventado en esta ocasión por Louis Vauxcelles.
Cuando El sueño concluye el conjunto, se habían producido aproximadamente una treintena de estas pinturas. Fueron ampliamente exhibidos en el Salón de los Independientes, donde cada año eran una atracción ambivalente, a veces objeto de burla y otras veces admiración. Casi la mitad se encuentran ahora en colecciones de museos en los Estados Unidos, y los establecimientos de Filadelfia conservan el mayor número.

## Obras

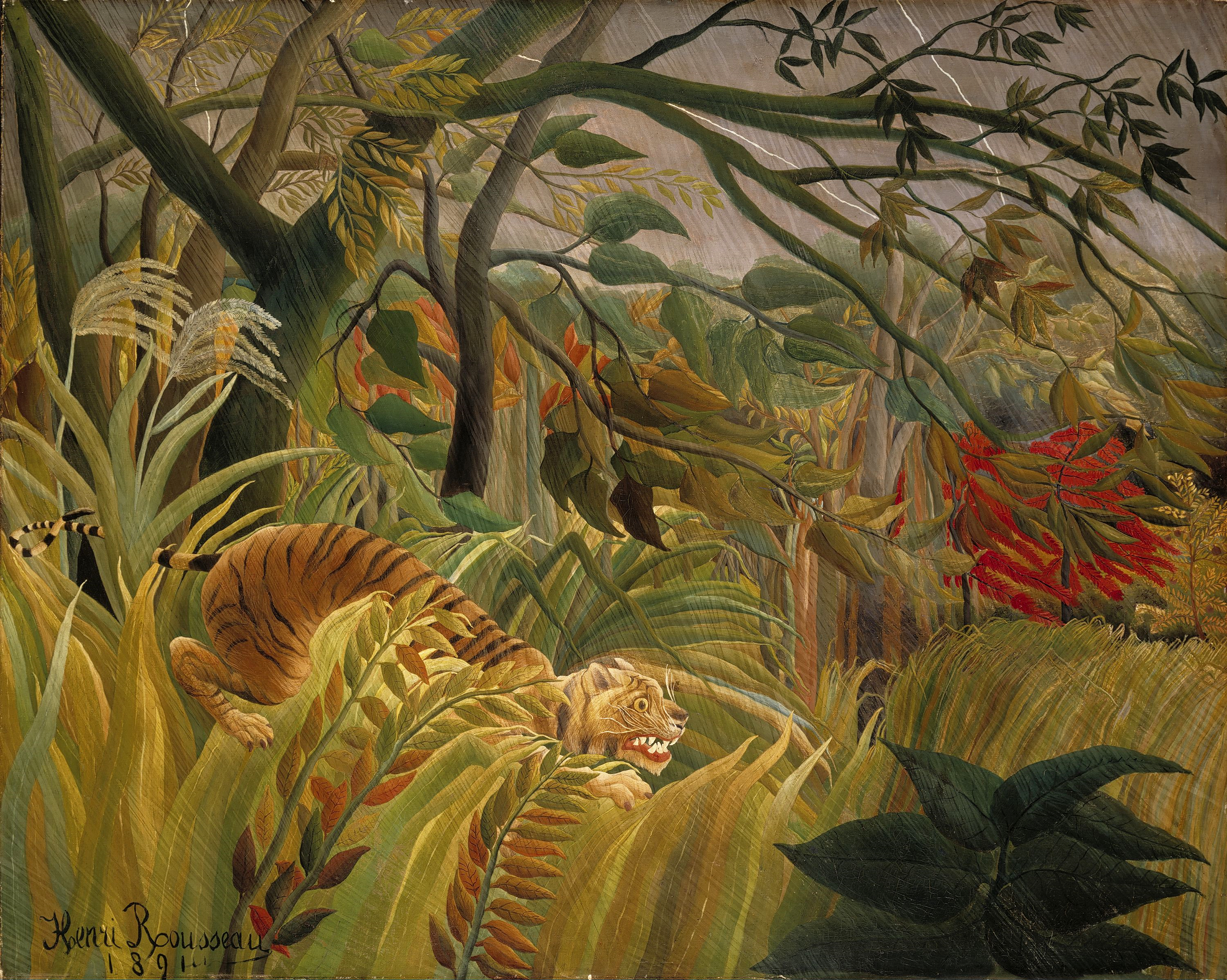
Tigre en una tormenta tropical, 1891. National Gallery, Londres.
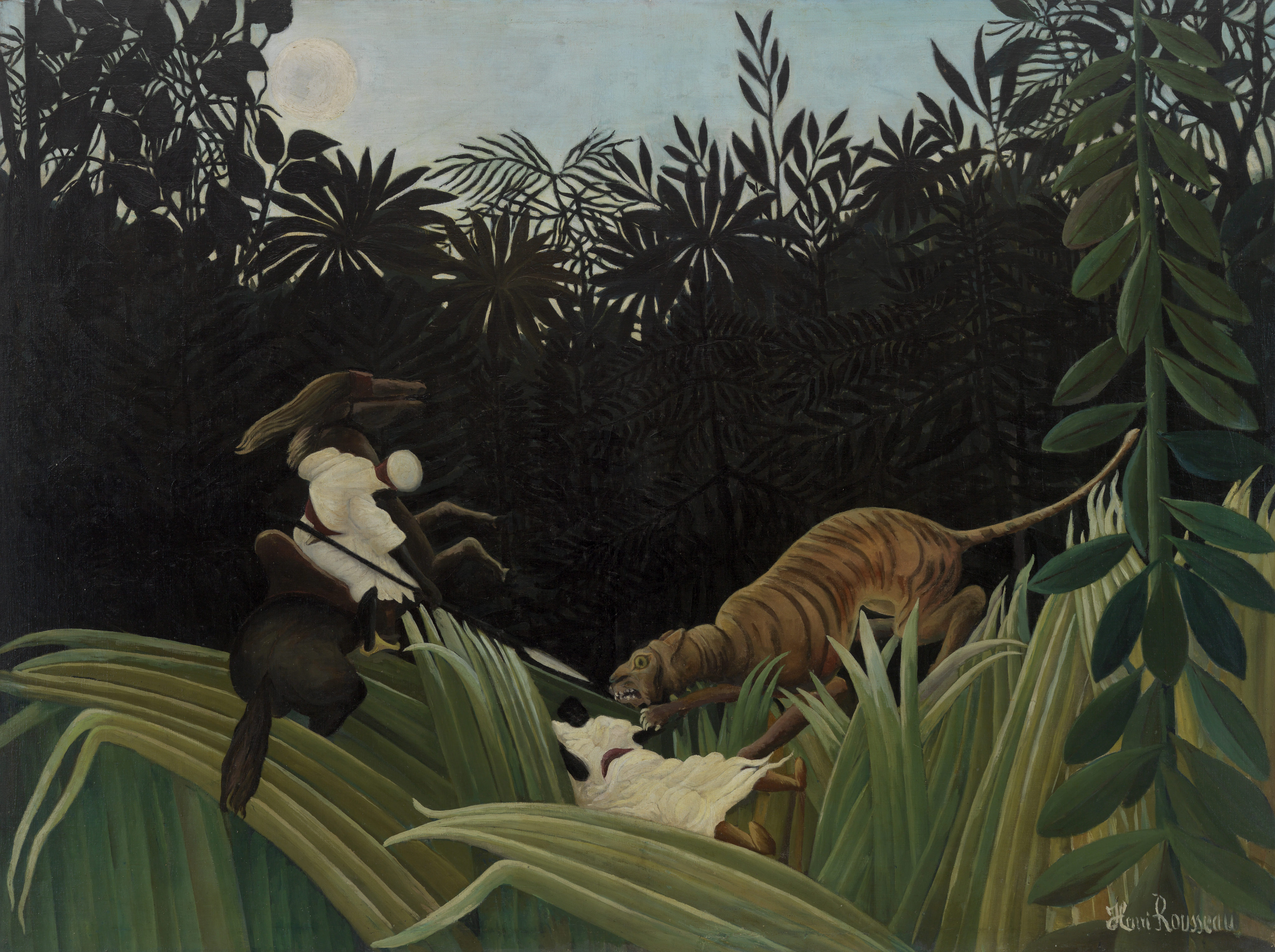
Exploradores atacados por un tigre, 1904. Barnes Foundation, Filadelfia.
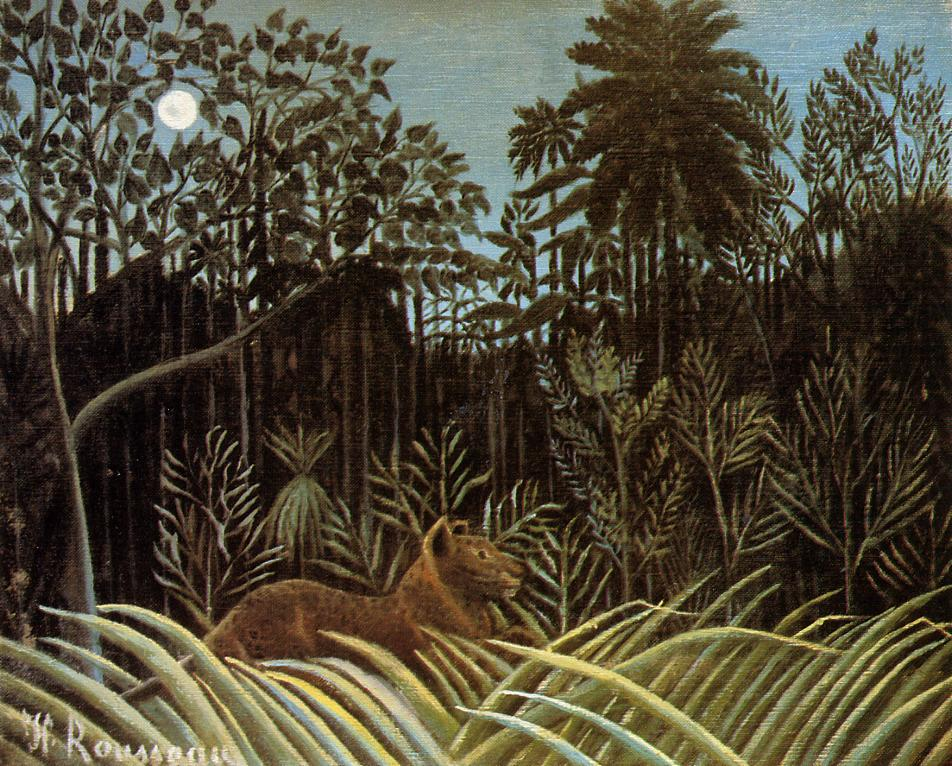
León en la selva, 1904. Pola Museum of Art, Hakone.
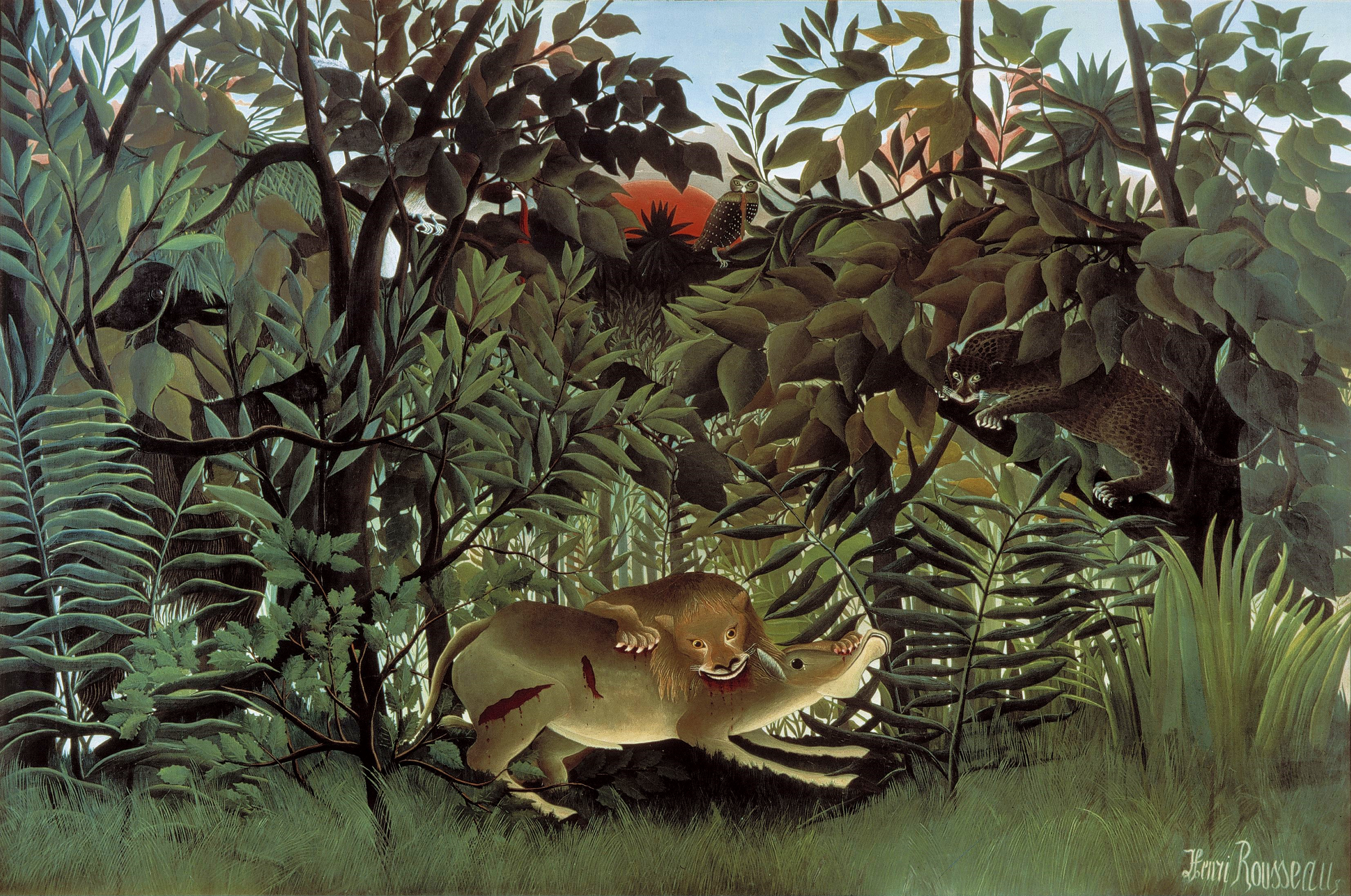
León hambriento atacando a un antílope, 1905. Fundación Beyeler, Riehen.
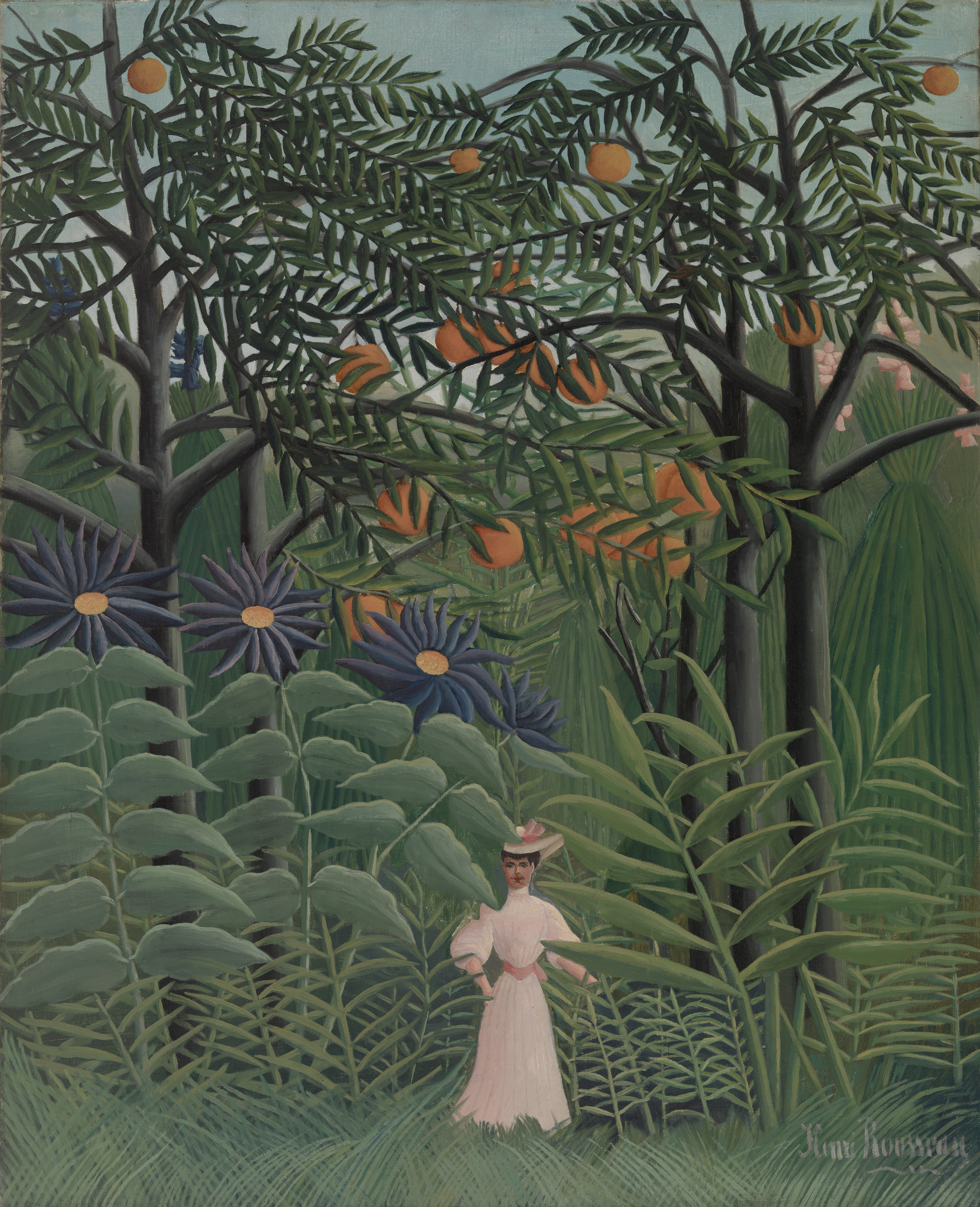
Femme se promenant dans une forêt exotique, 1905. Barnes Foundation, Filadelfia.
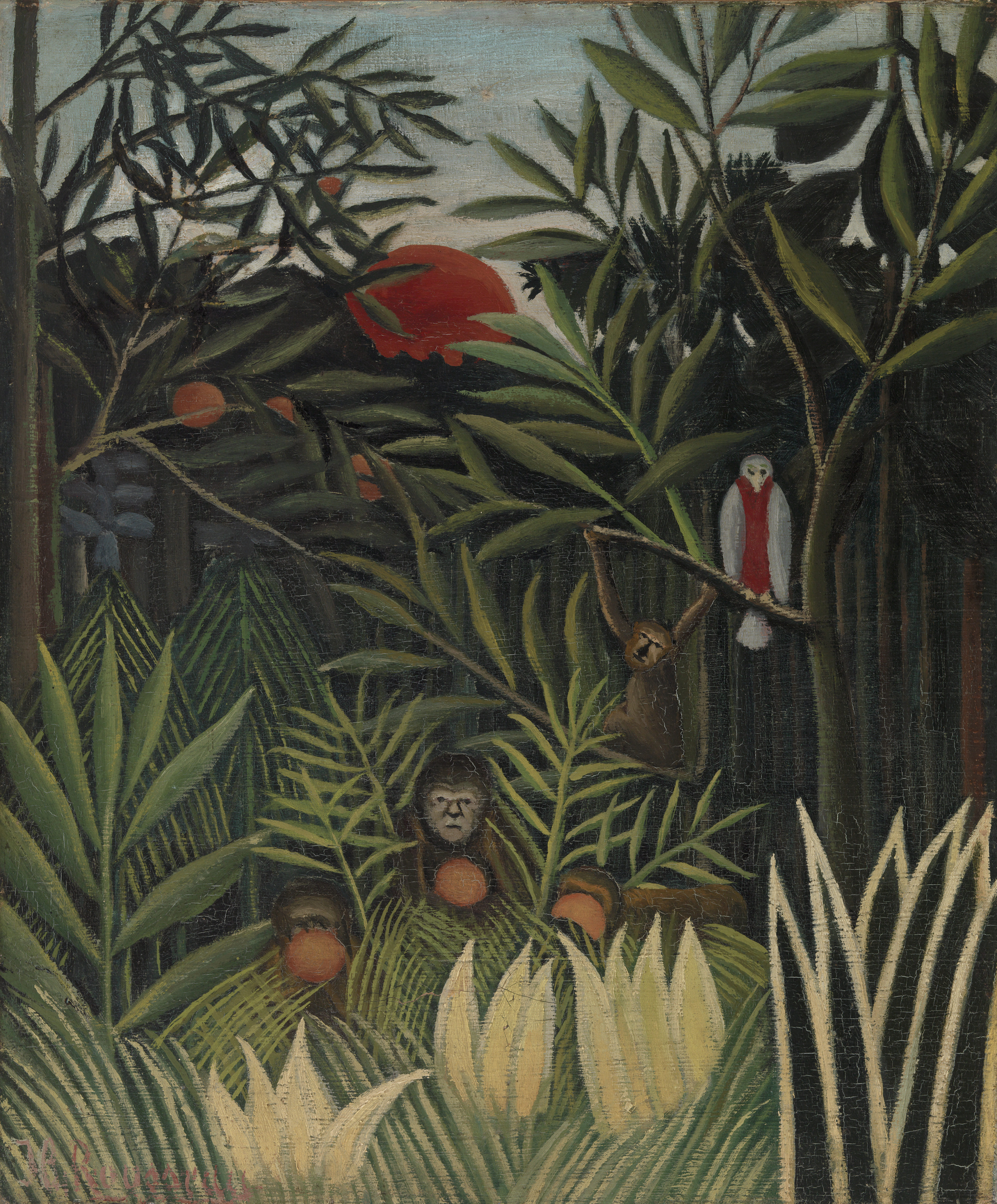
Monos y loros en la selva virgen, c. 1905-1906. Barnes Foundation, Filadelfia.
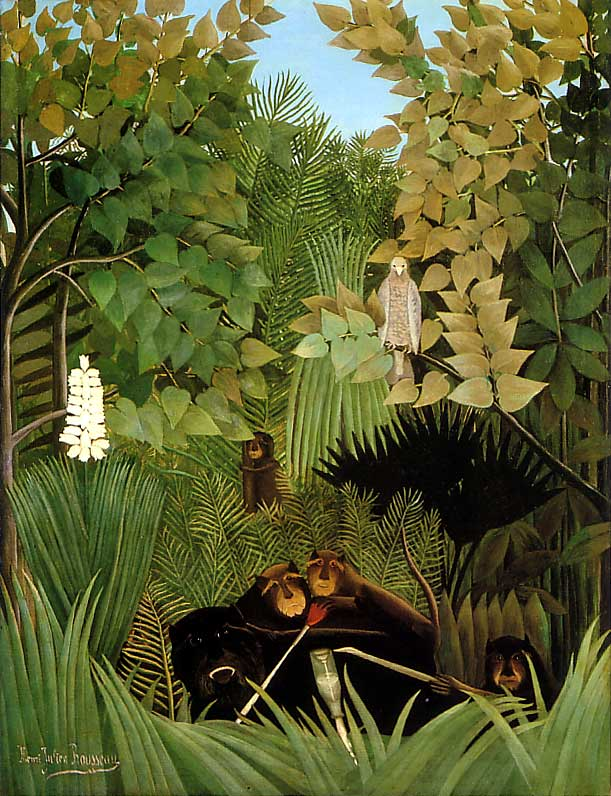
Los alegres comediantes, 1906. Museo de Arte de Filadelfia, Filadelfia.
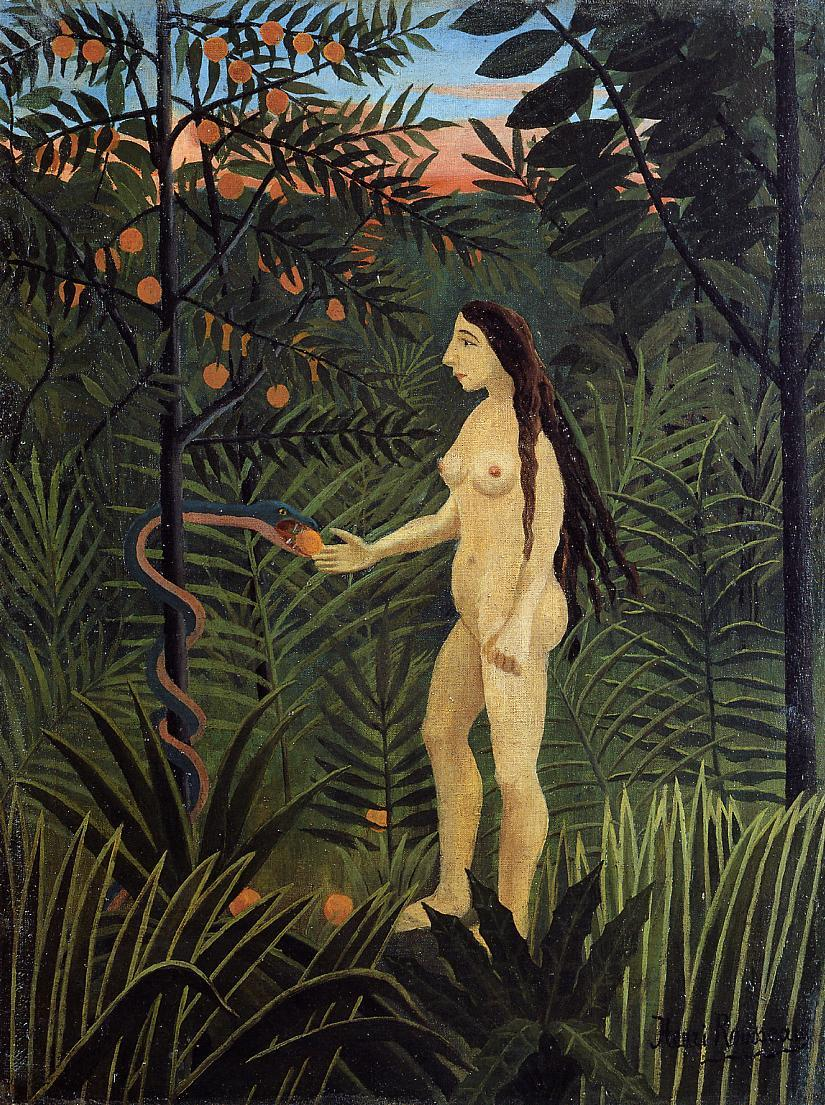
Eva, 1906-1907. Kunsthalle de Hamburgo, Hamburgo.
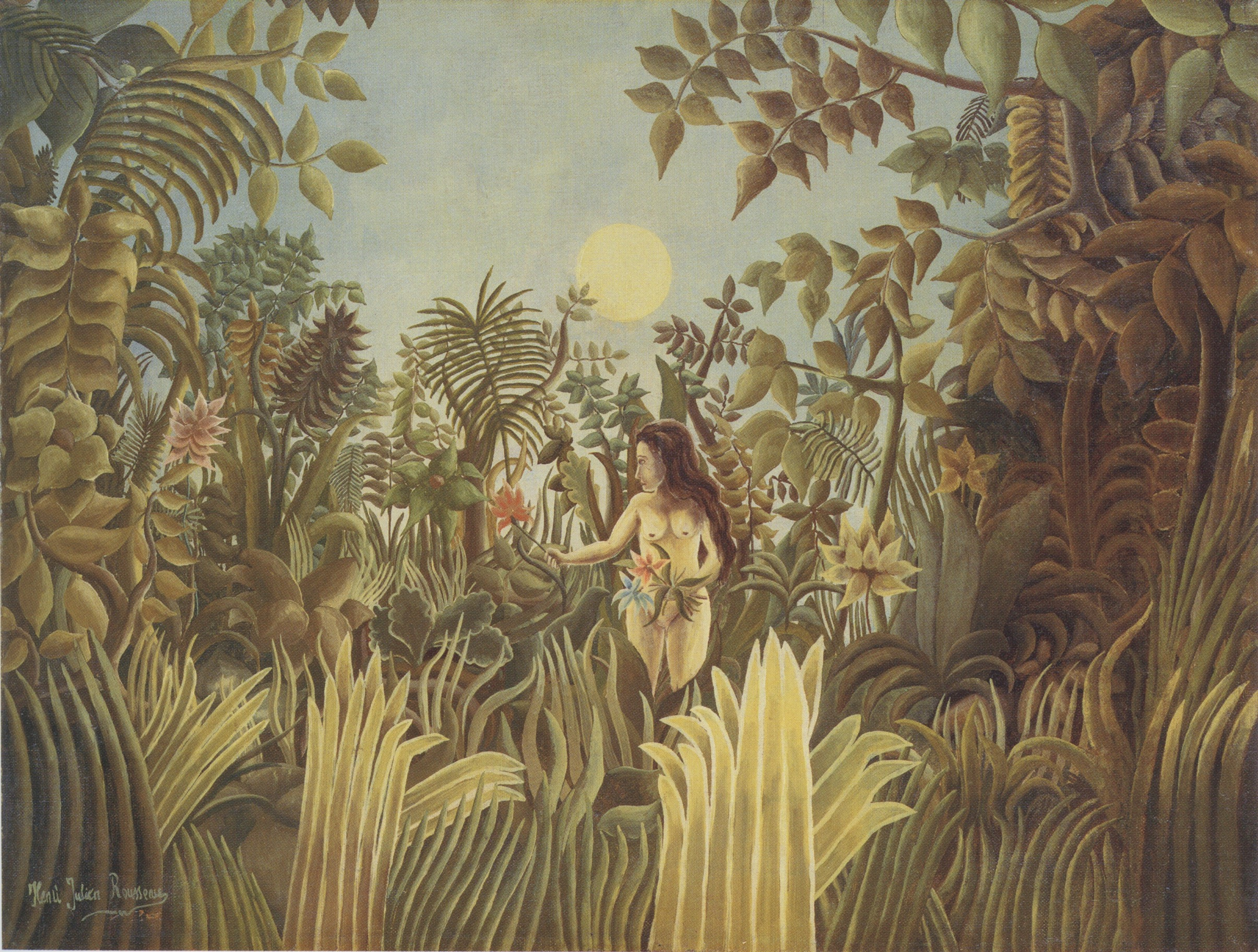
Eva en el jardín del Edén, c. 1906-1910. Pola Museum of Art, Hakone.
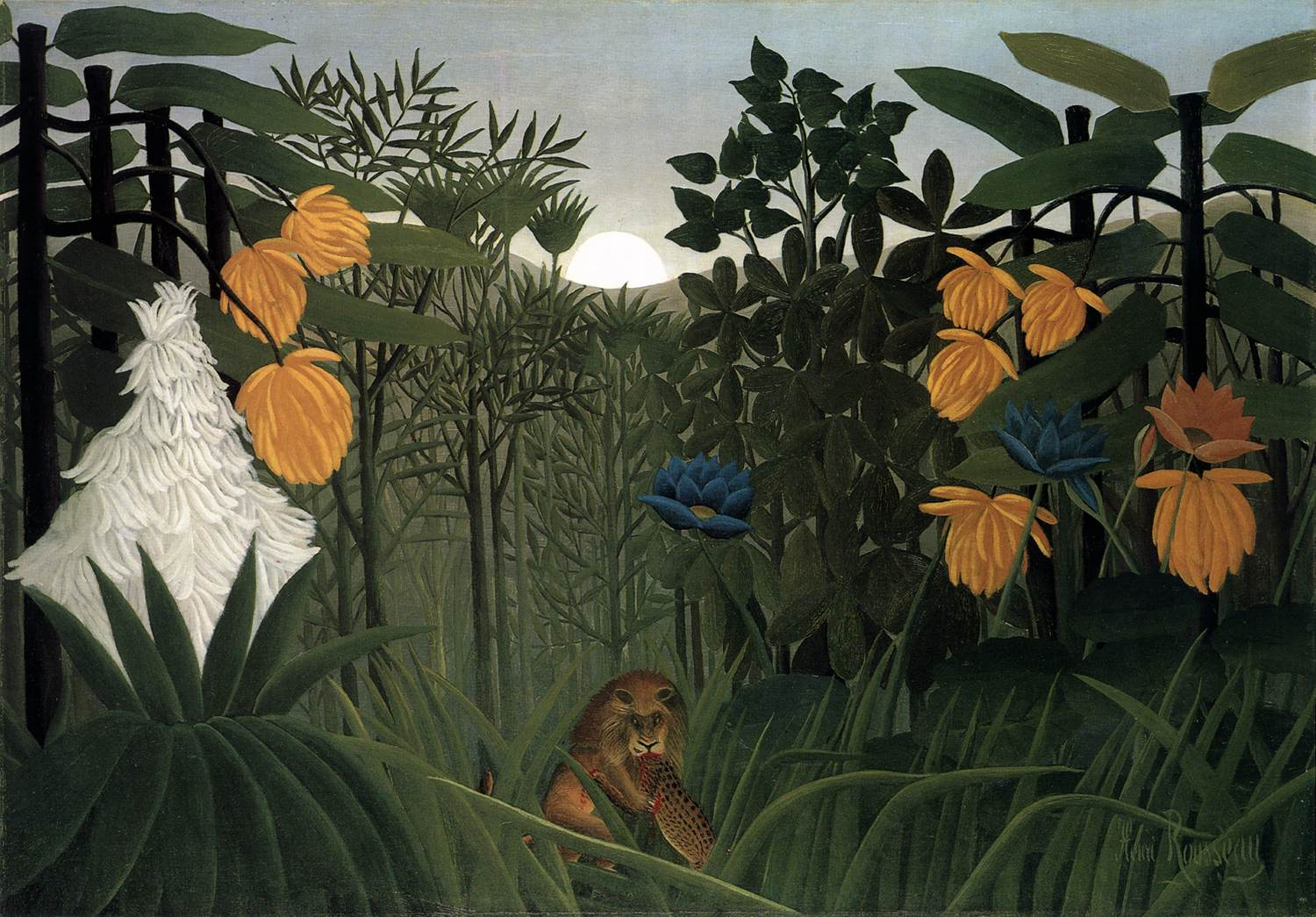
La comida del león, c. 1907. Museo Metropolitano de Arte, Nueva York.
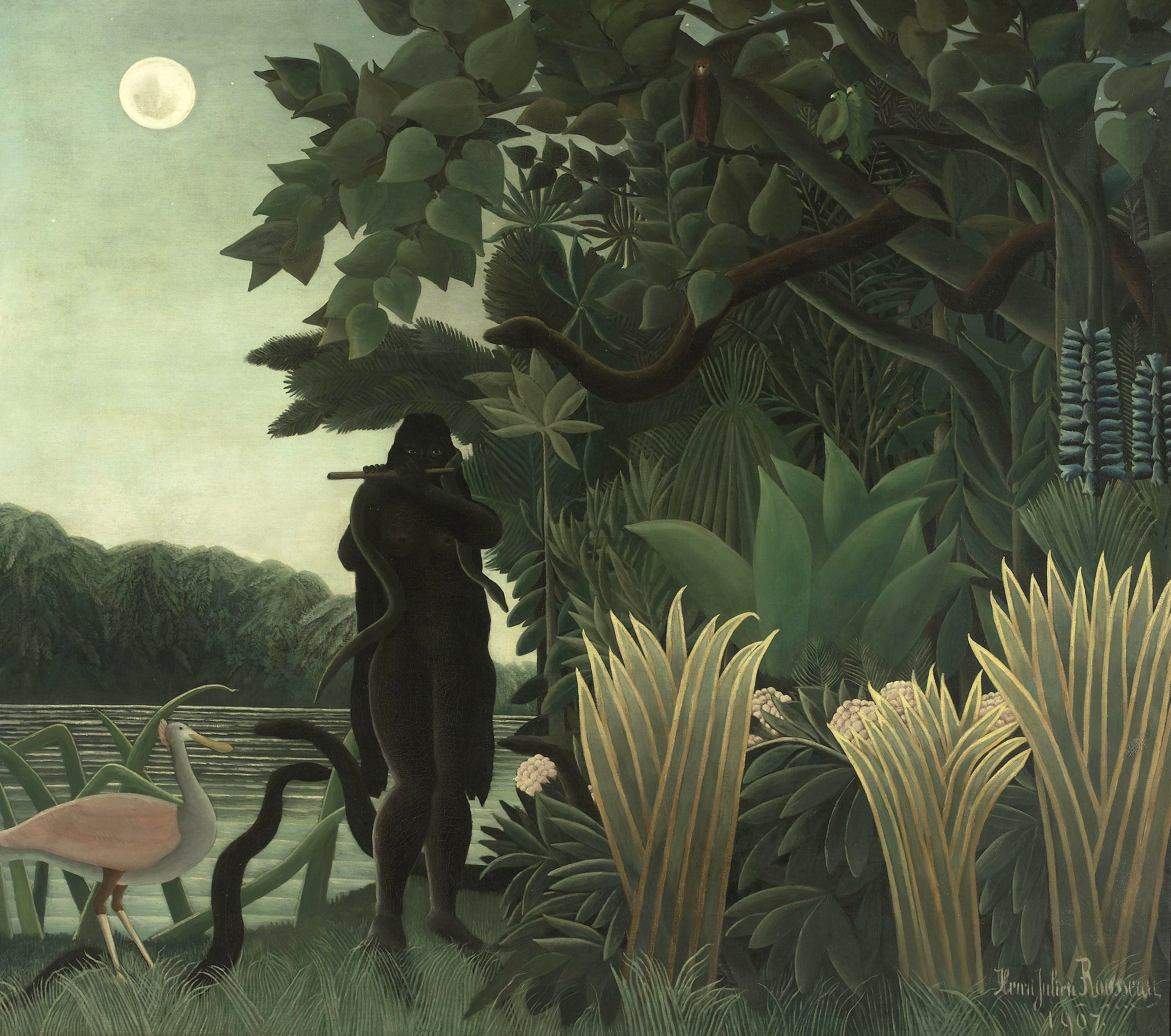
La encantadora de serpientes, 1907. Museo de Orsay, París.
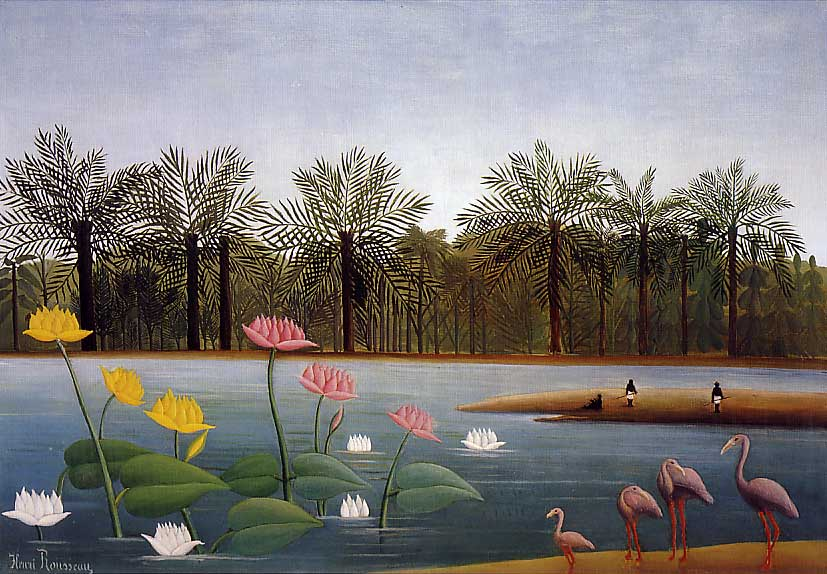
Los flamencos, 1907. Colección privada.
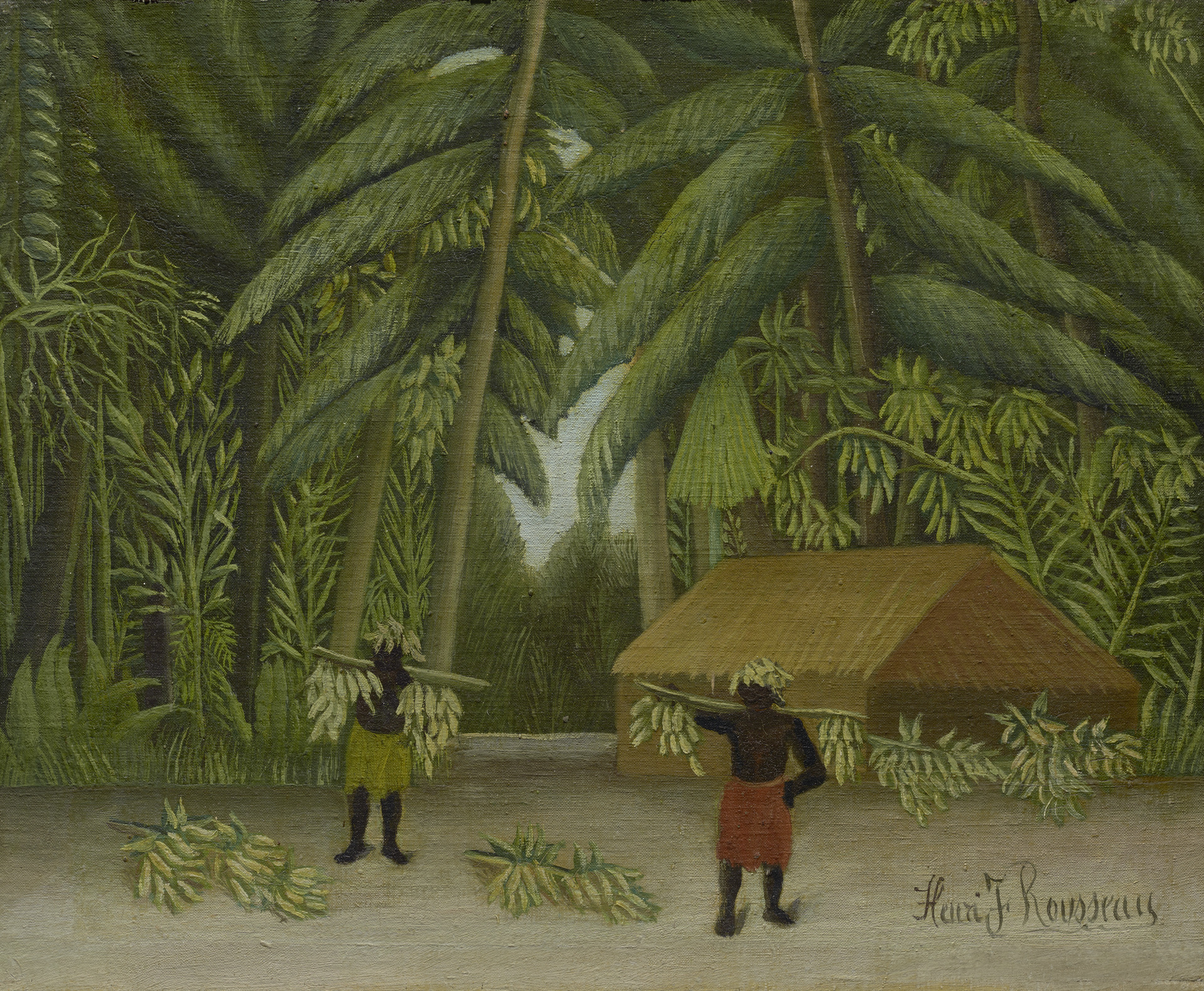
La cosecha de bananas, 1907-1910. Galería de Arte de la Universidad Yale, New Haven.
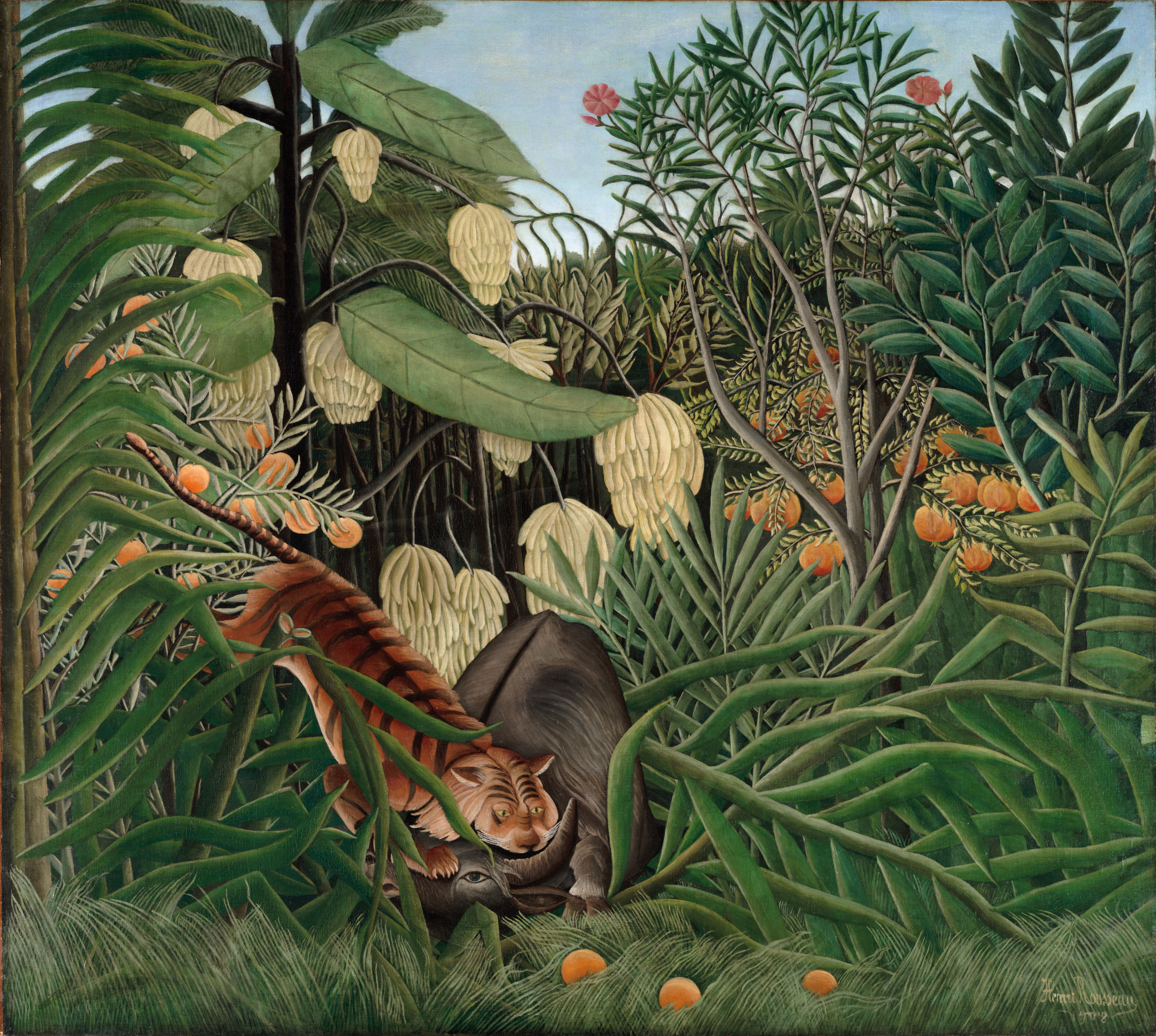
Combat de tigre et de buffle, 1908. Museo de Arte de Cleveland, Cleveland.
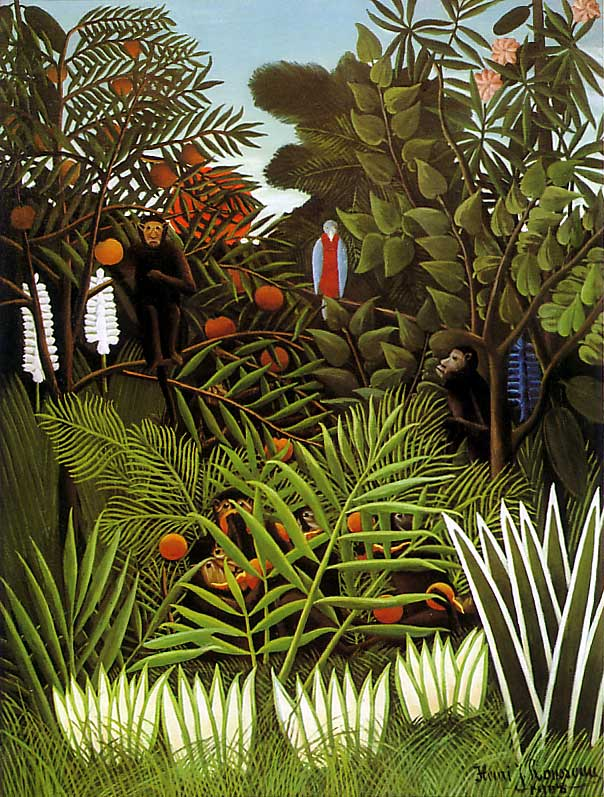
Paisaje exótico con monos y un loro, 1908 Colección privada.
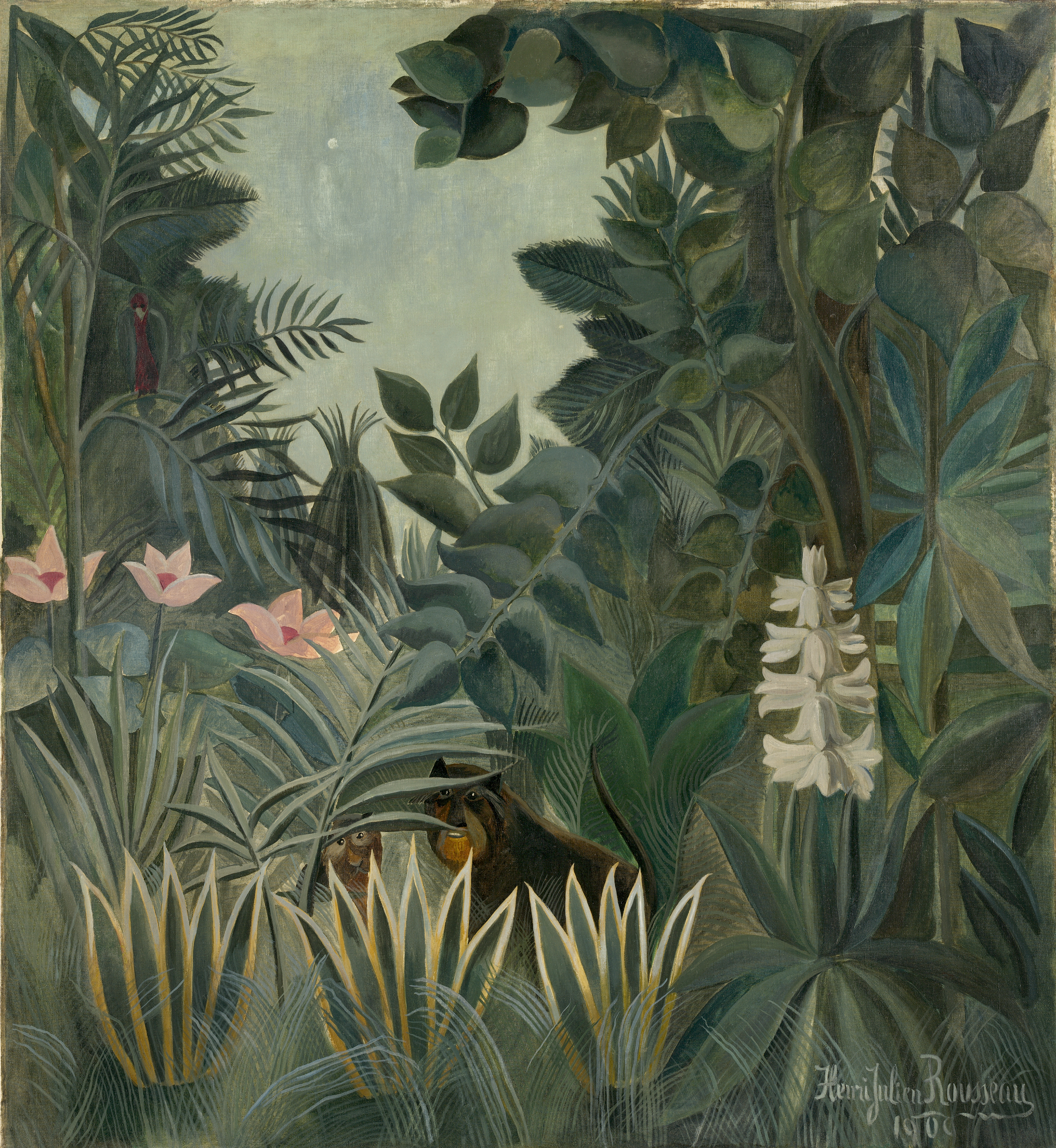
La selva ecuatorial, 1909. Galería Nacional de Arte, Washington D. C.
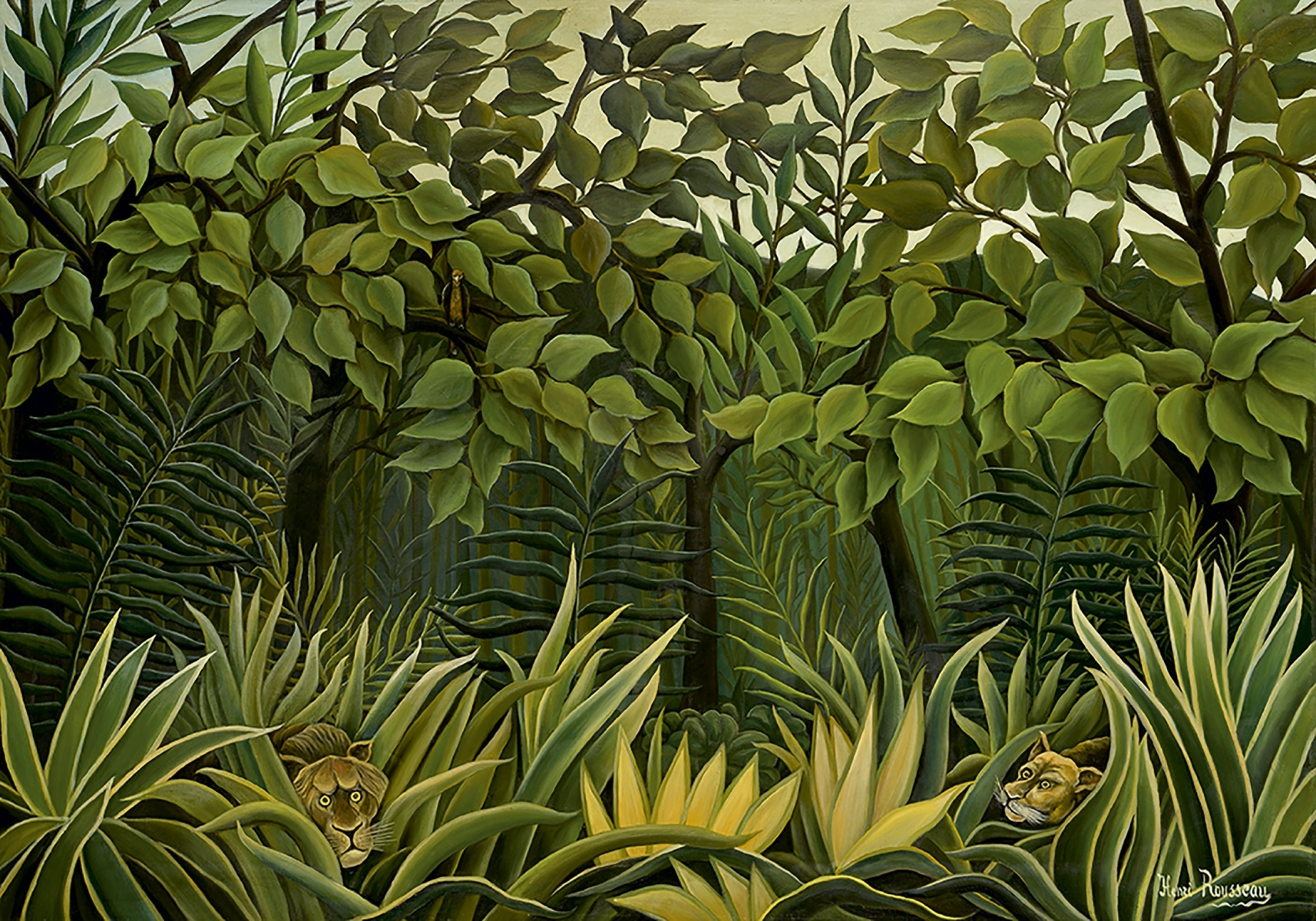
Dos leones al acecho en la selva. 1909-1910. Colección privada.
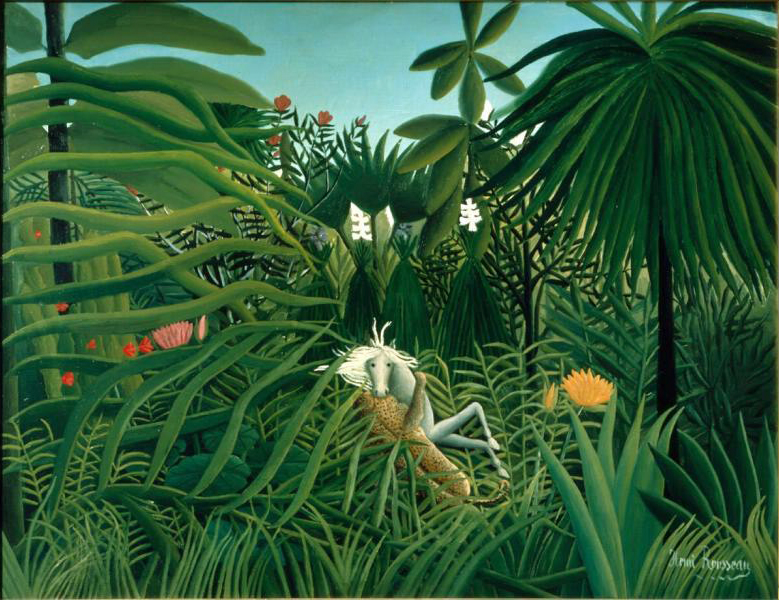
Caballo atacado por un jaguar, c. 1910. Museo Pushkin, Moscú.
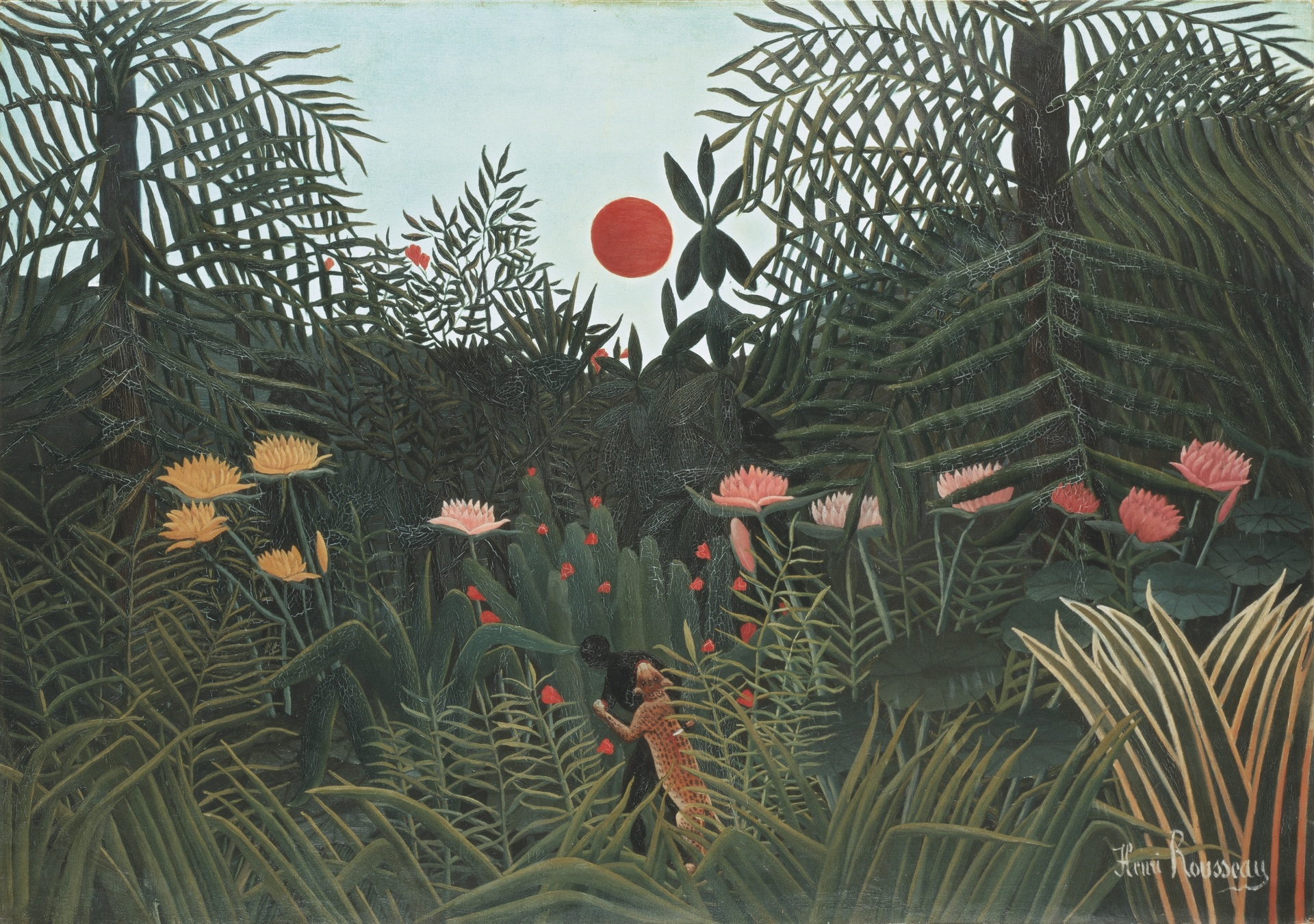
Selva virgen al atardercer, c. 1901. Museo de Arte de Basilea, Basilea.
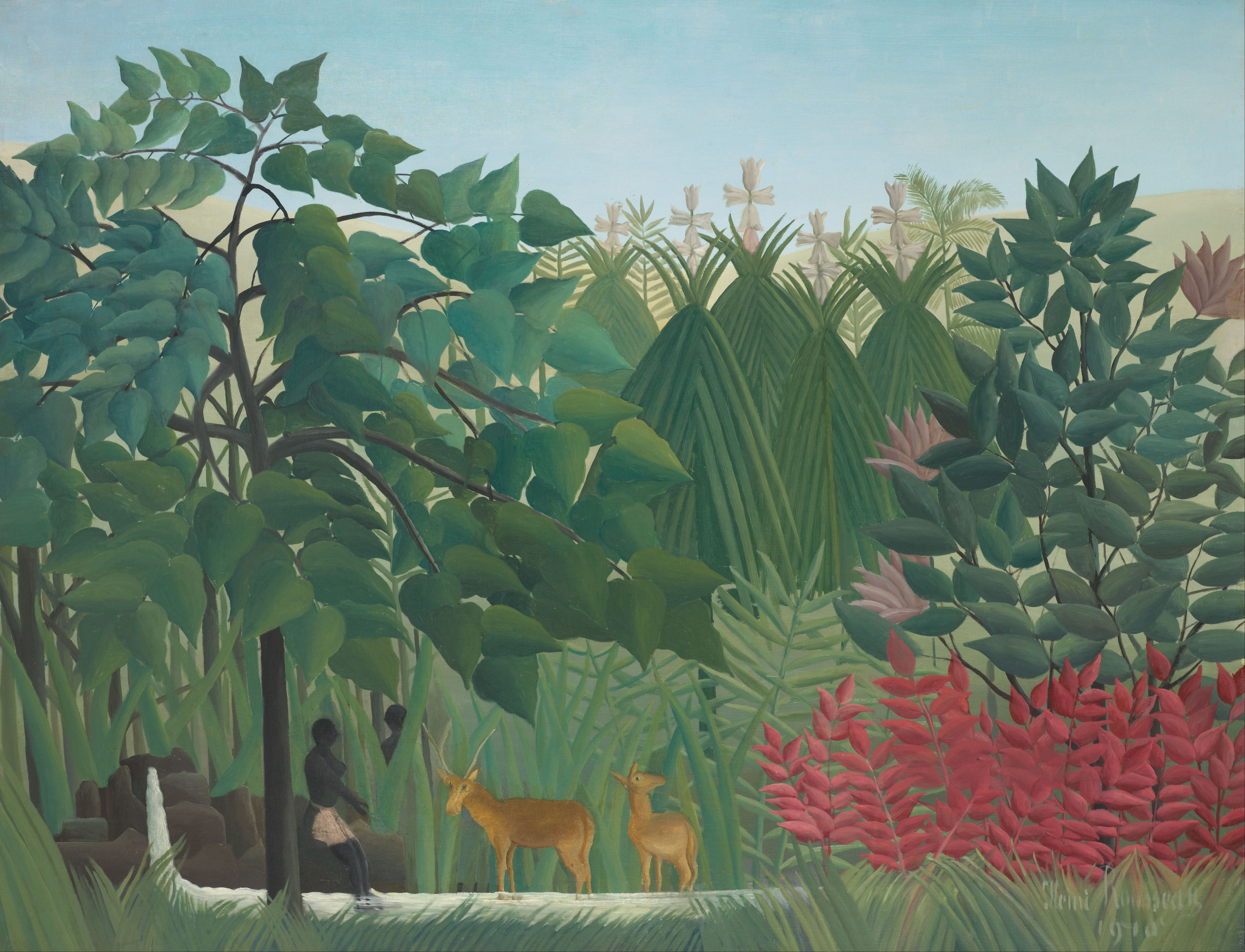
La cascada, 1910. Instituto de Arte de Chicago, Chicago.
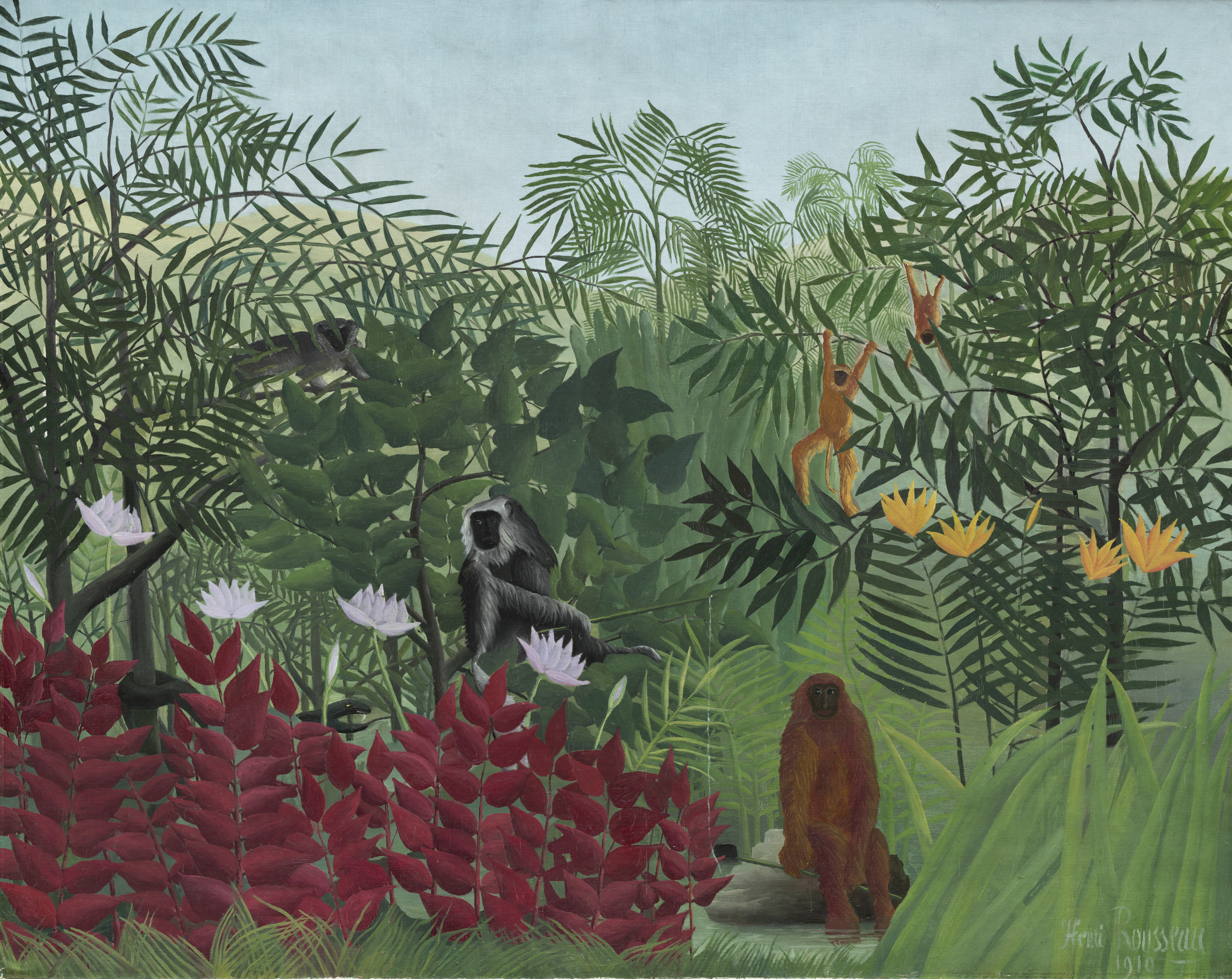
Selva tropical con monos, 1910. Galería Nacional de Arte, Washington D. C.
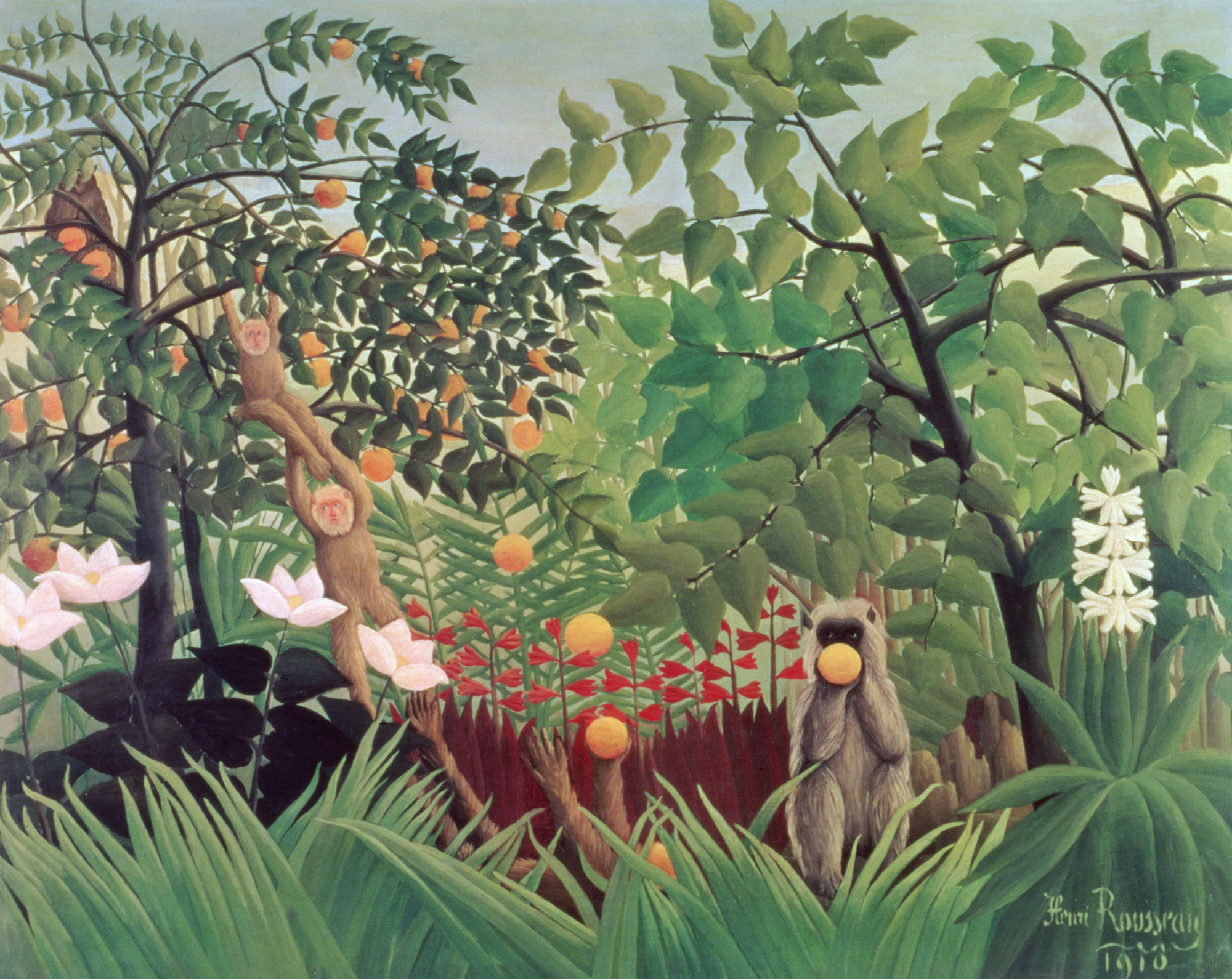
Paisaje exótico, 1910. Museo Norton Simon, Pasadena.
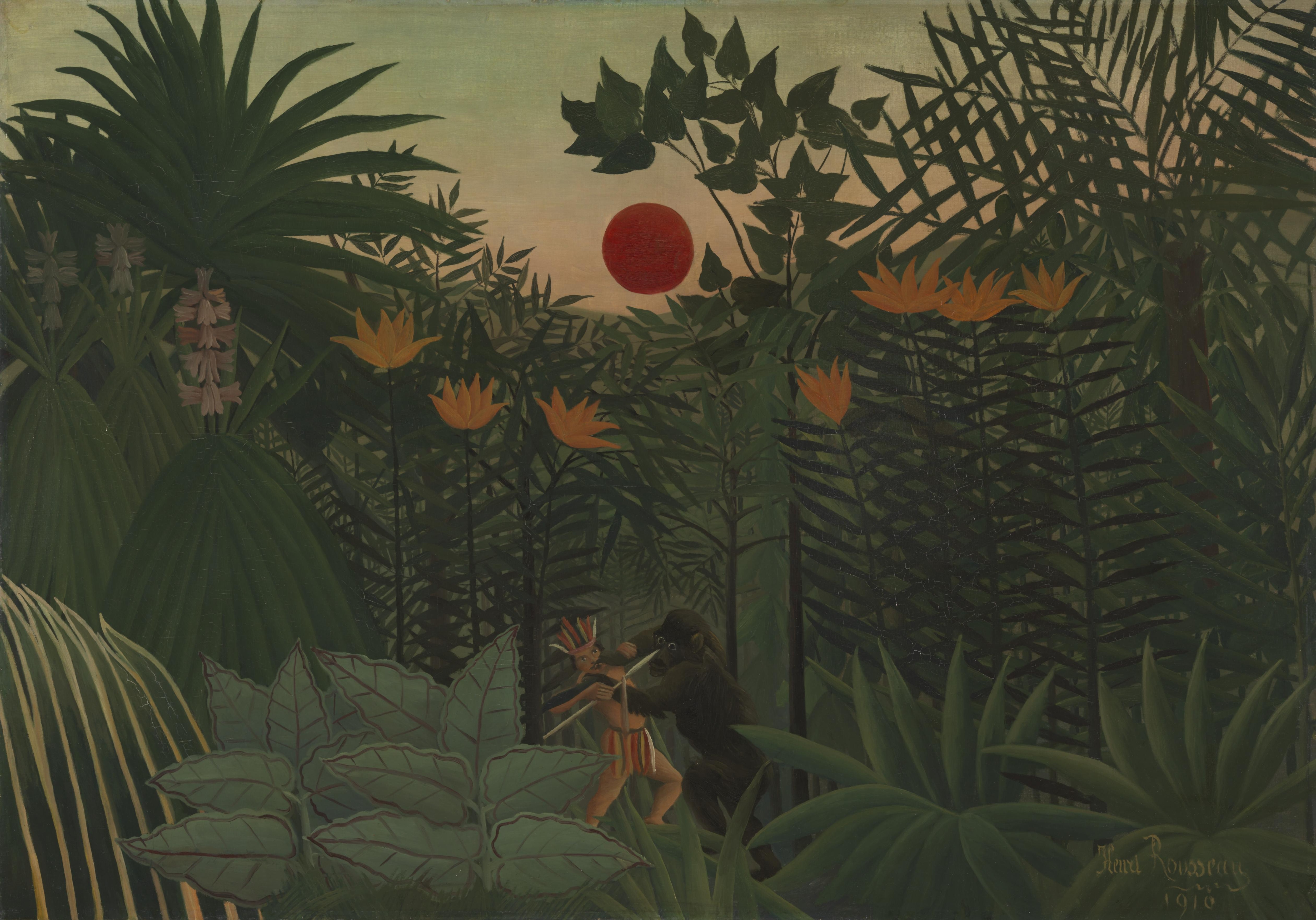
Paysage tropical : lutte de l'Indien et du gorille, 1910. Museo de Bellas Artes de Virginia, Richmond.
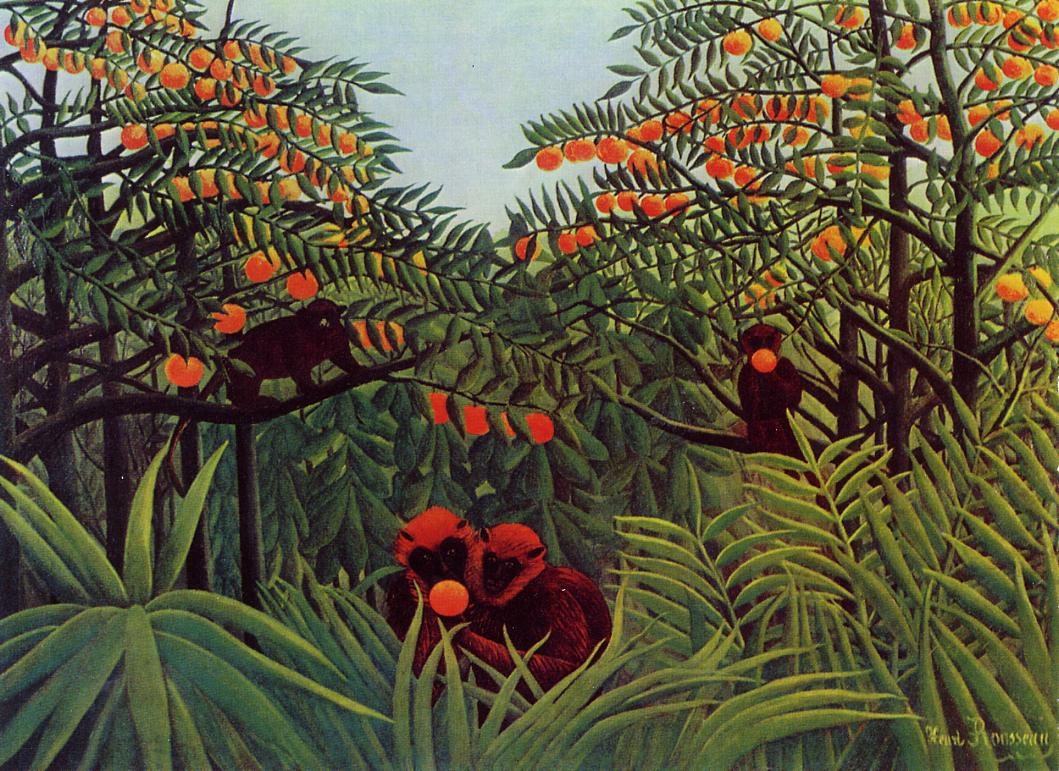
Monos en la selva virgen, 1910. Colección privada.
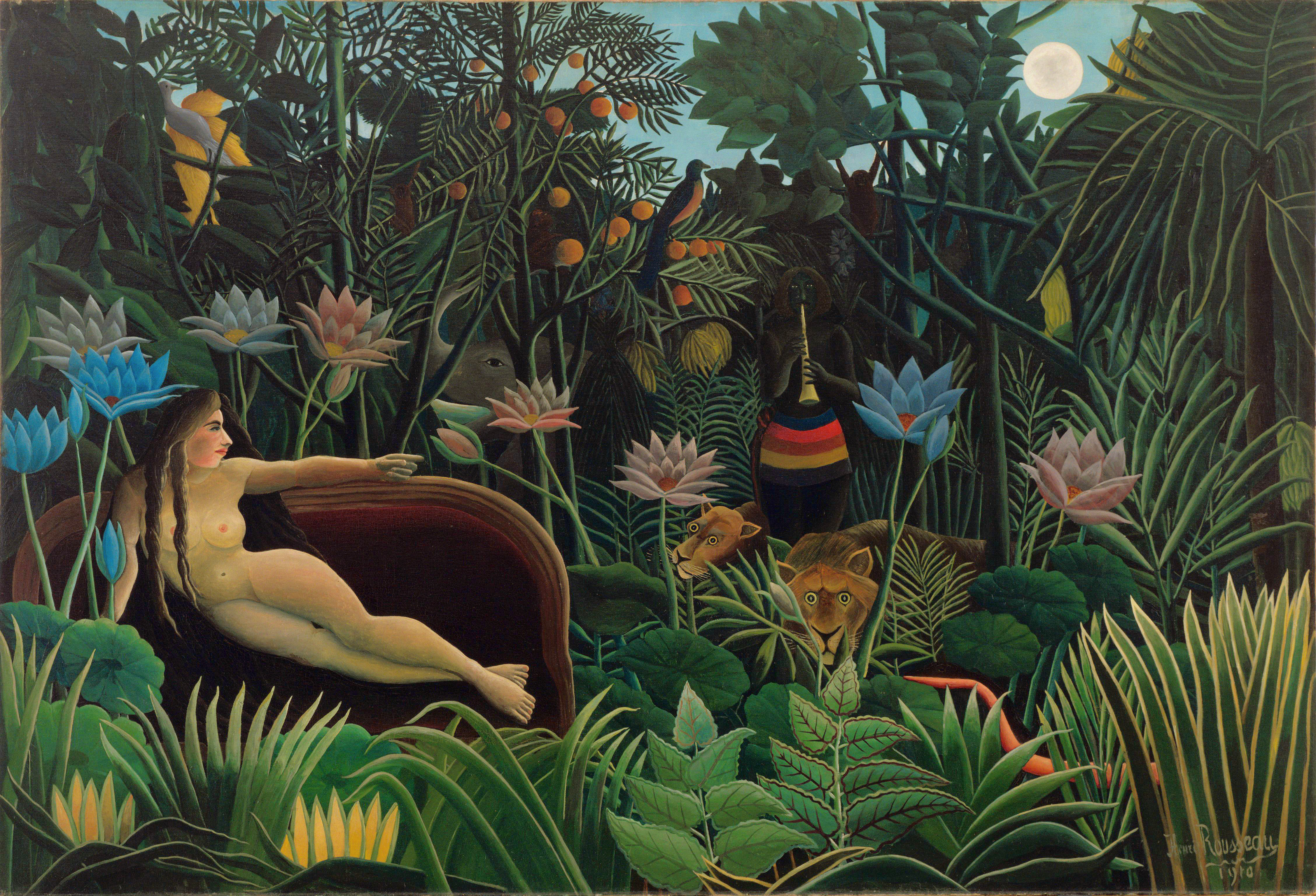
El sueño, 1910. MoMA, Nueva York.